# 昨日達…
『昨日達…』（イエスタデイズ）は、シンガーソングライターさだまさしの1981年11月18日発表の初のオリジナル・ベスト・アルバムである。

## 概要
- 1980年12月に発売された『さだまさし ヒット・コレクション』以来のベスト・アルバムで、フリーフライト移籍後初のベスト・アルバムのリリースであった。
- 「不良少女白書」以外はすべてシングル盤A面曲で構成されている。ただしA面曲のうち「線香花火」「雨やどり」「桃花源」「親父の一番長い日」の4曲はオミットされ、また両A面規格シングルの「天までとどけ/惜春」および「道化師のソネット/HAPPY BIRTHDAY」の2種に関しては双方とも事実上A面格の楽曲が選ばれている。すでにアルバムに収録済みの作品に関しては「吸殻の風景」、「案山子」の2曲。「檸檬」はシングル盤用にリメイクされたもので、アルバム『私花集』のものとは異なる。なお、本アルバムにはオリジナル曲として先にダ・カーポの榊原まさとしに提供した「不良少女白書」が新たにレコーディングされている。
- 楽曲解説はすべて新たに書き下ろされ、仕事の関係者から寄せられた多数のコメントが掲載されている。ジャケットはデビュー・アルバムの『帰去来』をパロディ化したものである。タスキ裏の広告は通常最新盤から順に記載されるが、ワーナー・パイオニア時代のアルバムが広告されている。

## 収録曲

### アナログA面
1. 道化師のソネット
1980年2月25日にリリースされた。片面の「HAPPY BIRTHDAY」とは両A面規格であった。映画『翔べイカロスの翼』の主題曲。
編曲：渡辺俊幸
2. 案山子
1977年11月25日にリリースされた。B面は「Sunday Park」。 1978年3月25日発売のアルバム『私花集』にも収録されていた。アルバム既収録であるが、さだ自身の好みで収録された。
編曲：渡辺俊幸
3. 天までとどけ
1979年1月1日にリリースされた。片面の「惜春」とは両A面規格であった。フジテレビのドラマ『時よ燃えて!』の主題曲。
編曲：渡辺俊幸
4. 檸檬
1978年8月10日にリリースされた。B面は「加速度」。この曲はアルバム『私花集』に既に収録されていたが、シングル盤リリースに際しリメイクされている。アルバムのものとアレンジ[1]が異なり、また歌詩が1か所変更されている。
編曲：渡辺俊幸
5. 防人の詩
1980年7月10日にリリースされた。B面は「とてもちいさなまち」。映画『二百三高地』の主題歌。ただし映画に使われたものとは別テイクであり、映画の方は山本直純によって編曲されたテイクであった[2]。
編曲：渡辺俊幸

### アナログB面
1. 不良少女白書
オリジナルは1981年5月1日に榊原まさとし（ダ・カーポの男性）がシングル・リリースした。TBSのテレビドラマ『2年B組仙八先生』の挿入曲であった。セルフ・カヴァーである。オリジナルはニ短調であったが、セルフ・カヴァーに際しては長二度上のホ短調に移調し、アレンジ[3]も変更している。
編曲：渡辺俊幸
2. 関白宣言
1979年7月10日にリリースされた。さだのシングルとしては最大のヒット作。B面は「なつかしい海 - My Little Shore -」。のち同名の映画が制作された。
編曲：さだまさし・福田郁次郎[4]、弦編曲：藤田大士（ふじた・ひろし）
3. 吸殻の風景
1977年7月10日にリリースされた。B面は「もうひとつの雨やどり」。1977年7月25日発売のアルバム『風見鶏』にも収録されていた。アルバム既収録であるが、唯一アップ・テンポという理由で収録された。
編曲：渡辺俊幸
4. 驛舎（えき）
1981年2月25日にリリースされた。B面は「APRIL FOOL」。
編曲：服部克久
5. 生生流転
1981年9月25日にリリースされた。B面は「むかし子供達は」。映画『長江』主題曲。当アルバムのリリース時では最新シングル曲であった。
編曲：さだまさし、弦編曲：服部克久

- 全曲、作詩[5]・作曲：さだまさし